# William E. Simon
William Edward Simon, född 27 november 1927 i Paterson i New Jersey, död 3 juni 2000 i Santa Barbara i Kalifornien, var en amerikansk republikansk politiker, affärsman och filantrop.

## Biografi
William E. Simon avlade 1952 grundexamen vid Lafayette College. Efter studierna anställdes han av Union Securities. Han var senare vice vd för Weeden & Company och en av de högsta cheferna för investmentbanken Salomon Brothers.
Simon tjänstgjorde som USA:s finansminister 1974–1977 under presidenterna Richard Nixon och Gerald Ford. Han var en anhängare av laissez faire-kapitalismen.
Efter tiden som finansminister grundade han företaget Wesray Corporation tillsammans med Raymond G. Chambers. Första stavelsen Wes- kommer från Simons initialer WES och andra stavelsen -ray från Chambers förnamn. Han startade 1984 företaget WSGP International och 1988 William E. Simon & Sons. Simon var under sin karriär med i styrelser av över 30 företag, bland andra Xerox, Citibank och Halliburton.
Han grundade också William E. Simon Center for Strategic Studies vid United States Air Force Academy. Han var dessutom styrelseledamot för de konservativa tankesmedjorna Heritage Foundation och Hoover Institution.
Hans första fru Carol Simon avled 1995. De hade sju barn. Han gifte om sig med Tonia Donnelly.